# Ninette de Valois
Dame Ninette de Valois (Blessington, 6 giugno 1898 – Barnes, 8 marzo 2001) è stata una ballerina e coreografa irlandese.
Nata con il nome di Edris Stannus, è stata la fondatrice del Royal Ballet di Londra, della Royal Ballet School e della compagnia itinerante che divenne il Birmingham Royal Ballet. È ampiamente considerata come una delle figure più influenti nella storia del balletto e come la "madrina" del balletto inglese e irlandese.

## Biografia
Ninette de Valois nacque come Edris Stannus il 6 giugno 1898 a Baltyboys House, una casa padronale del XVIII secolo vicino alla città di Blessington, nella Contea di Wicklow, in Irlanda, quindi ancora parte del Regno Unito ed era la seconda figlia del tenente colonnello Thomas Stannus un ufficiale dell'esercito britannico e di Elizabeth Graydon Smith, una famosa vetraia nota come "Lilith Stannus" e nel 1905 si trasferì in Inghilterra per vivere con sua nonna nel Kent.
Iniziò a danzare nel 1908 all'età di dieci anni e si fece notare in tutta l'Inghilterra per la grazia dei suoi movimenti. Cambiò legalmente il nome in Ninette de Valois nel 1921. De Valois danzò con i Ballets Russes di Sergej Djagilev, dove poté studiare con Enrico Cecchetti, ma non fu mai una della ballerine principali. Si ritirò nel 1926, a 28 anni, per iniziare la sua opera di promozione e diffusione del balletto in tutta Europa.
Nel 1928 venne chiamata da Lilian Baylis per dirigere il Sadler's Wells Ballet. Con la direzione di de Valois, la compagnia crebbe fino a diventare il "Sadler's Wells Royal Ballet Company" e poi si divise in due: Birmingham Royal Ballet e Royal Ballet, annessa al quale la De Valois fondò anche la Royal Ballet School che ebbe come ballerina principale Pamela May, formata proprio da de Valois.
Assieme a Marie Rambert, la de Valois è stata uno dei principali artefici della nascita del balletto britannico. Ha modellato la sua compagnia seguendo le linee guida del balletto imperiale russo, ma anche secondo gli insegnamenti di Cecchetti, e ha enfatizzato la possibilità di mescolare balletti classici e lavori contemporanei. Ha coltivato i talenti con accuratezza e ha invitato Sir Frederick Ashton a dirigere la compagnia che alla fine è divenuta una delle più sfolgoranti al mondo, con danzatori del calibro di Margot Fonteyn, Robert Helpmann, Moira Shearer, Beryl Grey e Michael Somes.
Collaborò al libretto di Checkmate col compositore Arthur Bliss.
Nel 1949 il Sadler's Wells Ballet trionfò negli Stati Uniti. Margot Fonteyn immediatamente diventò una celebrità internazionale.
Nei primi anni cinquanta, con l'aiuto della de Valois, fu fondata la prima scuola di balletto della Turkish State Opera and Ballet a İstanbul.
De Valois non era tipo da dormire sugli allori. Si assicurò che la sua compagnia avesse un costante ricambio di talenti e nel corso degli anni fu frequentata da stelle del calibro di Svetlana Berëzova, Antoinette Sibley, Nadia Nerina, Lynn Seymour, e, soprattutto, Rudol'f Nureev. La de Valois invitò a lavorare per lei coreografi come Sir Kenneth MacMillan e George Balanchine. 
Si ritirò dal Royal Ballet ufficialmente nel 1963, ma la sua presenza continuò ad avvertirsi fortemente.
Era nota per essere molto austera e dura e forse per questo era chiamata "Madam". Il nomignolo non le si scollò mai di dosso e fu usato anche negli articoli di giornali e nelle interviste.
Nel 1935 sposò Arthur Connell, un chirurgo irlandese (morì nel 1986). Non ebbero figli.
Continuò ad apparire in pubblico fino alla sua morte che avvenne all'età di 102 anni.

## Coreografie
Tra le sue prime coreografie c'era una produzione della tragedia greca Oresteia, che aprì il Cambridge Festival Theatre di Terence Gray nel novembre 1926. De Valois si è inizialmente affermata come coreografa producendo diversi brevi balletti per l'Old Vic Theatre, Londra. Ha anche fornito coreografie per rappresentazioni teatrali e opere a teatro, tutte eseguite dai suoi stessi allievi. Dopo aver formato il Vic-Wells Ballet, la sua prima grande produzione, Job (1931), fu il primo balletto a definire il futuro del repertorio del balletto britannico. Successivamente, dopo aver assunto Sir Frederick Ashton come primo coreografo principale della compagnia nel 1935, de Valois collaborò con lui per produrre una serie di balletti d'autore, che sono riconosciuti come pietre miliari del balletto britannico. Questi includevano The Rake's Progress (1935) e Checkmate (1937).
- Job, 1931
- The Rake's Progress, 1935
- As You Like It, 1936
- Checkmate, 1937
- Every Goose Can
- The Gods Go A-Begging
- Barabau
- The Prospect Before Us, 1940
- Keloğlan, 1950
- At the Fountain Head, 1963
- Çeşmebaşı, 1965
- Sinfonietta, 1966
- Coppèlia

## Scritti
- de Valois, N. (1977) Step by Step ISBN 0-491-01598-4
- de Valois, N. (1957) Come Dance With Me: A Memoir, 1898-1956 ISBN 0-903102-02-1
- de Valois, N. (1937) Invitation to the Ballet

## Riconoscimenti
- Premio Erasmo, 1974
- Albert Medal, 1964
- Honorary Doctor of Music, University of London, 1947
- Honorary Doctor of Music, Trinity College, Dublin, 1957
- Honorary DLitt., University of Reading, 1951
- Honorary DLitt., Oxford University, 1955
- Honorary DLitt., University of Ulster, 1979
- Honorary LLD, Aberdeen University, 1958
- Honorary LLD, Sussex University, 1975
- Honorary Doctor of Music, Durham University, 1982
- Honorary Doctor of Music, Sheffield University, 1955